# Juan Carlos Onganía
Juan Carlos Ongania (ur. 17 marca 1914 w Marcos Paz, zm. 8 czerwca 1995 w Buenos Aires) – argentyński polityk i wojskowy,  prezydent Argentyny.

## Życiorys
Urodził się 17 marca 1914 roku w rodzinie należącej do klasy średniej. Dorastał na niewielkim ranchu w pobliżu Marcos Paz. Studiował w Colegio Militar de la Nación, po ukończeniu szkoły rozpoczął karierę oficerską. W 1959 roku awansował do stopnia generała brygady. W 1962 roku był zwolennikiem The Azules (Niebieskich), jednej z frakcji w argentyńskiej armii, która popierała powołanie konstytucyjnego koalicyjnego rządu, z ograniczonym udziałem peronistów. Ongania został wodzem naczelnym armii, i, w 1963 roku, wsparł zorganizowanie wyborów, w wyniku których, prezydentem został Arturo Umberto Illia.
Rozczarowany rządami Arturo Ilii, przeprowadził kolejny zamach stanu i 29 czerwca 1966 roku został prezydentem Argentyny. Prowadził agresywną i represyjną politykę, w czasie jego prezydentury, milicja weszła na teren Uniwersytetu w Buenos Aires, aby poskromić i usunąć zbuntowanych studentów i pracowników uczelni. Kongres został rozwiązany, a liczne ugrupowania polityczne uznano za nielegalne. Przeprowadzono wymianę sędziów w sądzie najwyższym, ograniczono rolę związków zawodowych, wprowadzono cenzurę prasy i literatury. Komunistom zabroniono pracy w państwowych szkołach, a za dystrybucję prokomunistycznych wydawnictw, zasądzano wyroki do siedmiu lat więzienia.
Na skutek protestów, został obalony w dniu 8 czerwca 1970 roku przez kolejny wojskowy zamach stanu. Zmarł 8 czerwca 1995 roku mając 81 lat.